# Маркус, Фёдор Михайлович
 Фёдор Михайлович Маркус  (7 (19) июля 1827, Санкт-Петербург — 7 (19) января 1898, Санкт-Петербург) — высокопоставленный русский чиновник, действительный тайный советник, и.о. руководителя Второго отделения (перед его расформированием), член Государственного совета.

## Биография
Сын действительного тайного советника Михаила Антоновича Маркуса (1789—1865), брат действительного тайного советника Владимира Маркуса, Фёдор Маркус, по характеристике А. А. Половцова, был «честный человек, но не из тех, которые мостят, а которыми мостят».
Окончил курс в Санкт-Петербургском университете со степенью кандидата прав, 28 ноября 1849 года поступил во 2-е отделение Собственной Его Императорского Величества канцелярии. Произведённый в августе 1859 года в статские советники, 23 мая 1861 года назначен членом консультации при Министерстве юстиции. 
24 июня 1865 года произведён в действительные статские советники и назначен старшим чиновником 2-го отделения. В сентябре 1866 года назначен помощником попечителя и директором больницы святой Ольги. В октябре 1867 года назначен членом комиссии для рассмотрения проектов новых положений и штатов учреждений кавказского наместничества. В том же году назначен членом совещательного комитета для рассмотрения проектов основных положений преобразования судебной части в Царстве Польском. В 1870 году назначен членом особого комитета для составления основных положений преобразования духовно-судебной части и комиссии, учреждённой при морском министерстве для пересмотра правил о морских призах и репризах и проекта призового судопроизводства.
В 1871 году назначен членом комиссии для пересмотра устава коммерческого судопроизводства и членом ипотечной комиссии, в 1873 году — член особого совещания по составлению проектов устава о векселях и главных оснований делопроизводства о торговой несостоятельности. В 1874—1876 годах он участвовал в комиссии, обсуждавшей некоторые вопросы по делам о раскольниках. 17 апреля 1875 года назначен сенатором и вместе с тем оставлен при II-м отделении Собственной Его Императорского Величества канцелярии. 
В 1880 году назначен членом комиссии для обсуждения проекта постановлении касательно порядка принудительного исполнения по бесспорным актам. 29 января 1881 года назначен товарищем главноуправляющего II отделением Собственной Его Императорского Величества канцелярии, с обязанностями и правами прочих товарищей министров, а вскоре членом комиссии графа Баранова для исследования железнодорожного дела в России. 4 марта того же года Маркусу повелено присутствовать в общем собрании 4 и 5-го межевого департаментов Сената, а в ноябре принимал участие в трудах особой комиссии для составления проектов местного управления.  
Когда 2-е отделение было преобразовано в Кодификационный отдел при Государственном совете, Маркус назначен товарищем главноуправляющего этим отделом. 18 сентября 1893 года за упразднением по случаю слияния кодификационного отдела с государственной канцелярией должности товарища главноуправляющего отдела Маркус назначен членом Государственного совета. 11 мая 1894 года Маркусу Высочайше повелено присутствовать в особой комиссии, образованной при Государственном совете для предварительного обсуждения представлений министра юстиции о преобразовании межевой части.